# Fiat Stilo
Fiat Stilo är en bilmodell från Fiat. Den introducerades 2001 och ersatte då Volkswagen Golf-konkurrenten Bravo/Brava. Från början skulle modellen ha hetat Scudino, men detta ansågs förväxlas alltför mycket med transportmodellen Fiat Scudo. Till en början fanns Stilo i 3- och 5-dörrarsversioner och 2003 kompletterades dessa av kombivarianten Multiwagon. Fiat Stilo har inte varit någon storsäljare, vare sig i Sverige eller i övriga Europa. 2007 ersättes den av en modell som återfick Bravonamnet.

## Motoralternativ
| Modell       | Årsmodell | Motor                   | Cylindervolym | Effekt | Vridmoment | Bränslesystem      |
| ------------ | --------- | ----------------------- | ------------- | ------ | ---------- | ------------------ |
| 1.2 16V      | 2002-2004 | 4-cyl radmotor DOHC 16V | 1242 cm³      | 80 hk  | 114 Nm     | Bränsleinsprutning |
| 1.4 16V      | 2005-2008 | 4-cyl radmotor DOHC 16V | 1368 cm³      | 95 hk  | 128 Nm     | Bränsleinsprutning |
| 1.6 16V      | 2002-2005 | 4-cyl radmotor DOHC 16V | 1596 cm³      | 103 hk | 145 Nm     | Bränsleinsprutning |
| 1.6 16V      | 2006-2008 | 4-cyl radmotor DOHC 16V | 1598 cm³      | 105 hk | 150 Nm     | Bränsleinsprutning |
| 1.8 16V      | 2002-2006 | 4-cyl radmotor DOHC 16V | 1747 cm³      | 133 hk | 162 Nm     | Bränsleinsprutning |
| 2.4 20V      | 2002-2006 | 5-cyl radmotor DOHC 20V | 2446 cm³      | 170 hk | 221 Nm     | Bränsleinsprutning |
| 1.9 JTD      | 2003-2005 | 4-cyl radmotor SOHC 8V  | 1910 cm³      | 80 hk  | 196 Nm     | Turbodiesel        |
| 1.9 Multijet | 2005-2006 | 4-cyl radmotor SOHC 8V  | 1910 cm³      | 100 hk | 200 Nm     | Turbodiesel        |
| 1.9 JTD      | 2002-2005 | 4-cyl radmotor SOHC 8V  | 1910 cm³      | 115 hk | 255 Nm     | Turbodiesel        |
| 1.9 Multijet | 2005      | 4-cyl radmotor DOHC 16V | 1910 cm³      | 140 hk | 305 Nm     | Turbodiesel        |
| 1.9 Multijet | 2006-2008 | 4-cyl radmotor SOHC 8V  | 1910 cm³      | 120 hk | 280 Nm     | Turbodiesel        |
| 1.9 Multijet | 2006-2008 | 4-cyl radmotor DOHC 16V | 1910 cm³      | 150 hk | 320 Nm     | Turbodiesel        |

- Wikimedia Commons har media som rör Fiat Stilo.